# Mighello Blanco
Miguel Ángel Blanco, también conocido como Mighello Blanco (Vigo, Provincia de Pontevedra, Galicia, España, 29 de septiembre de 1973) es un actor español de cine, televisión y teatro.

## Televisión
- 2020; RTP1, Chegar a Casa, (Cayetano) Protagonista.
- 2011-20: Telecinco, La que se avecina, (Iván Bautista -abogado-) Varios Episodios.
- 2019: Telemundo, La Reina del Sur (telenovela), (Siso Pernas) Principal.
- 2019: TVE, Servir y proteger, (Alejandro Font Montaner) Principal
- 2014-18: TVG, Serramoura, (Diego Bazán) Protagonista
- 2017: TVG y TVE, El final del camino, (Capitán del Rey) Secundario
- 2011: Telecinco, Ángel o demonio, (Rubén Sierra) Secundario.
- 2010: Antena 3 y Telemundo, La reina del sur, (Siso Pernas) Secundario.
- 2010: Canal Sur, Arrayán, (Julián) Protagonista.
- 2010: Antena 3, Los hombres de Paco, (TEDAX) Episódico.
- 2009-10: TVG, Matalobos, (Sarxento Rafael Ferreira) Secundario.
- 2009: Telecinco, Hospital Central, (Aníbal) Episódicos (254, 255, 256).
- 2009: TVE, Cuéntame, (cap. 175) Episódico.
- 2009: TVG, Libro de familia, (cap. 189) Episódico.
- 2009: Antena 3, Lalola, (Julio Torres "Julito") Reparto (25 episodios).
- 2007: TVG, Os Atlánticos,(cap. 3) Episódico.
- 2007: TVG, Valderrei,(cap. 7 y 8) Episódicos.
- 2005: Antena 3, El auténtico Rodrigo Leal,(Cap. 54, 55) Episódicos.
- 2005: TVG, As leis de Celavella, (Gimeno, cap. 33) Episódico protagonista.
- 2004: TVE, Lo que me contaron los muertos, (Asesino de Rol).
- 2003: TVG, Rías Baixas, (Alberte, Cap. 115-128) Reparto.
- 2001: Antena 3, Policías, en el corazón de la calle, (Traficante, Cap.39) Episódico.

## Teatro
- 2019: Sueño de una noche de verano de Joaquín Gaztambide, Teatro de la Zarzuela.
- 2018: Novecento de Alessandro Baricco, dirigido por Carlos Aguilar, CASAE Bogotá.
- 2015: La guerra de los gigantes y El imposible mayor en amor le vence amor de Sebastián Durón, dirigidas por Gustavo Tambascio, Teatro de la Zarzuela.
- 2012: La terapia expuesta Microteatro de Mario Iglesias, (Terapeuta).
- 2008: Ifixenia en Áulide de Eurípides, dirigido por Charo Amador (Aquiles).
- 2008: Novecento monólogo de Alessandro Baricco, dirigido por Antón Ferrari, Producións Nunca +1.
- 2006: Evita, Eva Perón de Roberto Cordovani y Eisenhower Moreno, (Juancito Duarte).
- 2003: La Supermega Odisea De Ulises de Félix Belencoso, Lakalaka Teatro.
- 2002: El alma buena de Sezuán de Bertolt Brecht, (Wang) dirigido por J.L. Santar.
- 2001: La llamada de Lauren... de Paloma Pedrero. (Concurso de Teatro sala Galileo Galilei de Madrid, premio a la mejor escena).

## Cine
- 2013: Blockbuster de Tirso Calero.
- 2013: Inevitable de Jorge Algora.
- 2005: 20 centímetros de Ramón Salazar.
- 2004: León y Olvido de Xavier Bermúdez.
- 2001: 906 de Esperanza Montero.

## Teatro musical y Espectáculos
- 2023-25: El Fuego Secreto Un viaje a la Tierra Media de J. R. R. Tolkien, Grupo Endor Lindë (Guion escénico, narración (Eriol), voz, danzas y percusión).
- 2024-25: El sombrero de tres picos, Grupo Concuerda y Más (Guion adaptado y Narrador).
- 2024-25: Vérsame, Grupo Concuerda y Más (Recitador y Cajón Gitano).
- 2020-25: Las ondas de tu andar, Grupo Concuerda y Más (Recitador y Cajón Gitano).
- 2009-10: Os Saltimbanquis Teatro do Morcego, dirigido por Celso Parada (cadelo).
- 2006-07: Viva el Teatro de José Luis Alonso de Santos, dirigido por Olga Margallo, música de Mariano Marín. (Fernando, Rei, Fraile).
- 2007, 2008, 2010: Gala del Deporte de Cangas, Presentador de la entrega de premios de la Fundación Cangas Deporte.[cita requerida]
- 2003-05: El Día del Anillo Relatos y canciones de J. R. R. Tolkien, Grupo Endor Lindë (Guion escénico, narración (Eriol), voz, danzas y percusión).
- 2002: La Máscara, Warner Bros. Park Madrid. (1ª temporada, Máscara, Presentador y Gancho).
- 2001-02: Los Chiquipanda de Luis Navarro (Mago), representaciones en Teatro Alcalá y Casa de Vacas de Madrid.

## Cortometrajes
- 2018: El águila de oro, de Cristhian Mendoza y Mateo Moya, protagonista
- 2016: Irei a Darbo, de Borja Brun y Miguel Sotelo, reparto
- 2014: Puedo escribir los versos más tristes..., de George Gannon, protagonista
- 2007: Luz, de Antonio Paz, Akaron Films, protagonista.
- 2007: Pan e Circo, de Ana Fontán, EISV, reparto.
- 2007: As mozas de hoxe non teñen cura, de Gavin Mathews, Productora Morta, protagonista.
- 2006: Sólo un café, EISV,  protagonista (acento argentino).
- 2002: La limosna, de José Luis Martínez Díaz, protagonista.
- 2002: Algo pasa, guion, música, producción y dirección.